# Вільгельм II (граф Провансу)
Вільгельм (Гійом) II Побожний (фр. Guillaume II le Pieux; бл. 982 — 4 березня 1018) — граф Провансу в 993—1018 роках.

## Життєпис
Походив з династії Бозонідів (Прованського дому). Єдиний син Вільгельма I, графа і маркіза Провансу, та його другої дружини Аделаїди Анжуйської. Народився близько 982 року. Вперше письмово згадується 990 року. 993 року після смерті батька став графом Провансу, але титул маркіза перебрав стрийко Вільгельма II — Ротбальд I. Через малий вік опікуном Вільгельма стала його мати.
999 року перебрав кермо в своїх володіннях, але визнавав першість Ротбальда I. 1002 року оженився на доньці герцога Бургундії. У 1005 році брав участь у зборах під головуванням його матері Аделаїди, де було врегульовано  стан абатства Сен-Віктора в Марселі. 1008 року після смерті його стрийка Ротбальда I знать відмовилася підкорятися Вільгельму II. Боротьба тривала до 1009 року, коли за допомогою матері графа вдалося відновити мир.
1014 року до Вільгельма II і його матері звернувся папа римський Бенедикт VIII з вимогою приборкати розбійників-лицарів, що пограбували абатство Сен-Жиль. 1018 року граф виступив проти бунтівного васала — шателена Понс де Фоса, який володів замком Фос-сюр-Мер, що контролював проходи до соляних копалень та містечко Ієр. Втім під час кампанії помер або загинув. Поховано в церкві абатства Монмажур біля Арлю. Владу перейняли його сини.

## Родина
Дружина — Герберга, донька Оттона-Вільгельма Анскаріда, герцога Бургундії
Діти:
- Вільгельм (1013—1030), граф Провансу
- Фульк Бертран (1014—1051), граф Провансу
- Жоффруа (1015—1061/1062), граф Провансу